# Candidat independent
En política, un polític independent és una persona no afiliada a cap partit polític. Els independents poden tenir un punt de vista de centre entre els dels principals partits polítics, o poden tenir un punt de vista sobre la base de qüestions que no sembla que cap direcció dels grans partits. Altres candidats independents s'associen amb un partit polític i potser exmembres d'aquesta, però optar per no posar-se sota de l'etiqueta. Una tercera categoria dels independents són els que poden pertànyer o donar suport a un partit polític, però creuen que no hauria de representar formalment i, per tant, estar subjectes a les seves polítiques. Finalment, alguns candidats independents poden formar un partit polític a efectes de candidats a càrrecs públics.

## Estats Units

### President

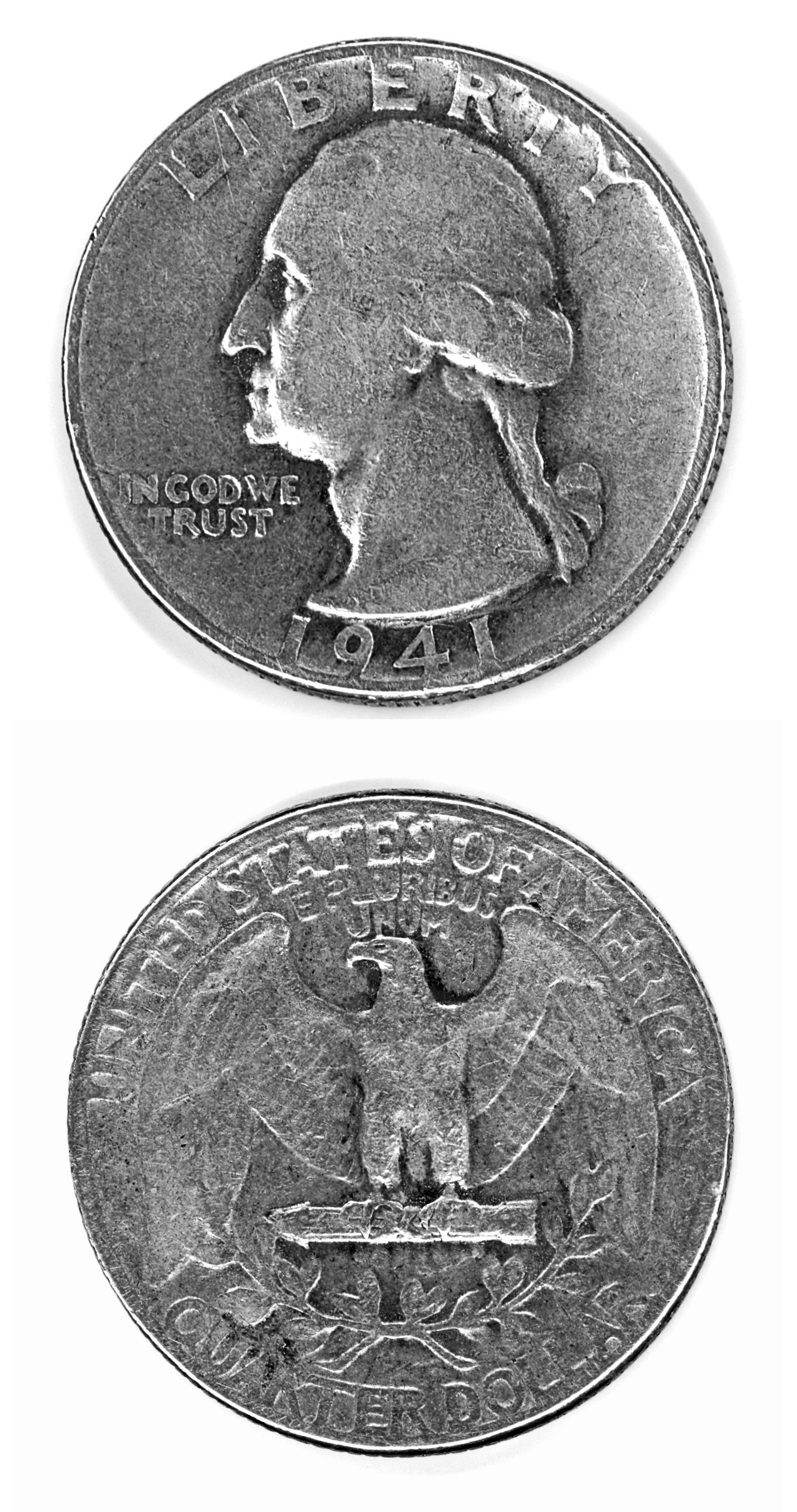
quart de dolar(1941)

Històricament, George Washington va ser l'únic president electe com a independent, ja que no estava afiliat oficialment a cap partit durant els seus dos mandats.
John Tyler va ser expulsat del Partit Whig el setembre de 1841, i deixat amb eficàcia un independent per a la resta de la seva presidència, més tard fent-se un Demòcrata. Ell breument va buscar la reelecció el 1844 com un Demòcrata Nacional, però es va retirar com ell va témer esberlar el vot Democràtic.
Candidats recents prominents independents pel president dels Estats Units inclouen John Anderson el 1980, Ross Perot el 1992, i Ralph Nader el 2004 i 2008 eleccions. El 2008, el Candidat al president independent, Ralph Nader va formar Partits Independents a Nou Mèxic, Delaware, i en una altra part guanyar l'accés de votació en diversos estats. Aquesta estratègia ha estat perseguida per diversos candidats 'independents' per carreres Federals, incloent-hi Joe Lieberman (Connecticut per Lieberman), perquè en alguns estats és més fàcil guanyar l'accés de votació per creant un nou partit polític que ajuntar firmes per a una petició que nomena.

### Governador
Maine, Oregon i Texas són els únics estats per haver escollit candidats formalment independents com el governador: James B. Longley el 1974 i Angus King el 1994 i 1998 de Maine, Julius Meier el 1930 d'Oregon, i Sam Houston el 1859 de Texas. Lowell P. Weicker, junior de vegades és esmentat com un governador independent, encara que això no sigui tècnicament correcte, ell va córrer com un candidat de Partit del Connecticut (que li va donar millor sotmet a votació la col·locació que un candidat no afiliat rebria), derrotant els candidats de partit Democràtics i Republicans. Un altre antic governador que de vegades és esmentat com un independent és Jesse Ventura, qui en realitat va controlar com un membre del Partit de reforma l'afiliat de Minnesota, que més tard va estripar el carnet del partit i va tornar al seu original partit el Partit d'Independència de Minnesota.
El 1971, va declarar al senador Henry Howell de Virgínia, un antic Demòcrata, va ser elegit el governador de tinent com un independent. Dos anys més tard, ell va fer una campanya a favor del governador com un independent, perdent l'elecció per només 15,000 vots.
Recent sondeja predient l'elecció governativa a Massachusetts mostra un tenint independent almenys el 30% del vot possible el novembre de 2010, davant de l'un o l'altre candidat possible republicà i lligam amb el Democràtic Encarregat.
Hi havia diversos candidats fracassats independents governatius el 2006 que van afectar les seves carreres electorals. A Maine, legislador de l'Estat Barbara Merrill (anteriorment un Demòcrata) va rebre el 21% del vot a Maine. A Texas, el cantant de música country i el novel·lista de misteri Friedman Arrissat rebre el 12,43% del vot, i l'Interventor Estatal Carole Keeton Strayhorn rebre el 18,13%. Strayhorn i la presència de Friedman en la raça van causar una divisió de la votació quatre camins entre ells i els dos partits principals.
En 2010, el governador de Florida Charlie Crist va deixar el partit Republicà i es va fer Independent.

### Congrés
Hi ha hagut diversos independents elegits per al Senat dels Estats Units al llarg de la història. Exemples notables inclouen a David Davis, d'Illinois (un ex republicà) en el segle xix, i Harry F. Byrd, Jr, de Virgínia (que havia estat elegit per al seu primer període com demòcrata) en el segle xx. Alguns funcionaris han estat elegits com a membres d'un partit, però va esdevenir independent, mentre que en el càrrec (sense ser elegits com a tals), com Wayne Morse d'Oregon o Virgil Goode de Virgínia. Vermont senador Jim Jeffords va deixar el Partit Republicà per esdevenir independent el 2001. Jeffords canvi de la condició de partit va ser especialment significatiu perquè va canviar la composició del Senat 50-50 entre els republicans i els demòcrates (amb un president republicà vicepresident, Dick Cheney, que presumiblement trencar tots els llaços a favor dels republicans), a 49 republicans, 50 demòcrates i un independent. Jeffords acordat votar pel control demòcrata del Senat a canvi de ser nomenat president del Senat per al Medi Ambient i Obres Públiques, i els demòcrates tenien el control del Senat fins a les eleccions del Congrés el 2002, quan els republicans van recuperar la seva majoria. Jeffords es va retirar al final del seu mandat el 2007. Wayne Morse després de dos anys com a independent va esdevenir demòcrata, mentre que Goode va canviar als republicans.
El Representant Bernie Sanders va ser un membre independent de la Cambra de Representants de Vermont-en general des de 1991 fins a 2007. Sanders després va guanyar l'escó obert al Senat de Jim Jeffords com a independent. Joe Lieberman un ex demòcrata que corria, com Lowell P. Weicker, Jr, en virtut d'un tercer (Lieberman a Connecticut per a la part) a les eleccions de 2006. Encara que tant els representants polítics són tècnicament independents, reunió privada amb els demòcrates. El 2006, només hi havia dos candidats victoriosos independents per al Congrés: Bernie Sanders i Joseph Lieberman.

### Oficines estatals i locals
L'agost de 2008, hi havia dotze persones que ocupaven les oficines com a independents en les legislatures estatals. Hi va haver quatre senadors estatals, una de Kentucky, un d'Oregon, un de Tennessee, i un de Nou Mèxic. Els representants provenien dels estats de Louisiana (dos), Maine (dos), Vermont (dos) i Virgínia (dos). El 2008 les eleccions generals, assembleista de l'estat de Wisconsin Jeffrey Wood va abandonar el Partit Republicà i va guanyar la reelecció com a independent. Després de les eleccions de 2008 primària, Nou Mèxic el senador estatal José Carraro va deixar el Partit Republicà i registrat com a independent. Ell no es va postular per a la reelecció.
El novembre de 2005, Manny Díaz va ser elegit Alcalde de Miami, Florida, com un independent. [3] El 19 de juny de 2007, alcalde de Nova York, Michael Bloomberg, va canviar la seva afiliació de partit de republicà a independent. Oscar Goodman, alcalde de Las Vegas, Nevada va canviar la seva afiliació a Independent de demòcrata el desembre de 2005.